# NHK福岡放送局
NHK福岡放送局（日语：／），又译NHK福冈广播电视台，是日本放送協會（NHK）的地方广播电视台（放送局）之一，位於福岡縣福岡市，為九州地方的基干局。NHK福岡放送局自1930年12月開始播出，是九州地方第二個開始播出的NHK放送局。當NHK廣播电视中心（東京）和NHK大阪放送局（大阪广播电视台）均因重大災害而無法播出訊號時，该机构擁有可向日本全國播出訊號的設施。

## 频道频率一览

### 电视频道
- NHK福冈综合频道（呼号JOLK-DTV）：遥控器号码3
- NHK福冈教育频道（呼号JOLB-DTV）：遥控器号码2

### 广播频率
- NHK福冈第一套广播（呼号JOLK）：612kHz（功率100kW）
- NHK福冈第二套广播（呼号JOLB）：1017kHz（功率50kW）
- NHK福冈调频广播（呼号JOLK-FM）：84.8MHz（3kW，福冈）、83.4MHz（30W，久留米）、85.8MHz（30W，大牟田）

## 外部連結
- NHK福岡放送局 （页面存档备份，存于）
- NHK福岡放送局アナウンサー・キャスターブログ （页面存档备份，存于）
- NHK福岡的X（前Twitter）